# جشمة بنة (نرغسان)
جشمة بنة (بالفارسية: جشمه بنه) هي قرية تقع في إيران في قسم نرغسان الریفي. يقدر عدد سكانها بـ 17 نسمة بحسب إحصاء 2016.